# Szkoła w Chmurze
Szkoła w Chmurze – niepubliczne liceum ogólnokształcące i szkoła podstawowa z siedzibą w Warszawie, założone przez Mariusza Truszkowskiego, specjalizujące się w edukacji domowej.

## Historia
Szkoła w Chmurze została założona w 2015 roku przez Mariusza Truszkowskiego, przedsiębiorcę działającego w obszarze edukacji. Przed utworzeniem placówki Truszkowski był współtwórcą sieci przedszkoli Zielona Wieża oraz szkoły stacjonarnej Turkusowa Wieża w Warszawie, a także portalu chomikuj.pl. Powstanie Szkoły w Chmurze było odpowiedzią na rosnące zainteresowanie edukacją domową w Polsce oraz zapotrzebowanie na elastyczne formy nauczania.
Szkoła w Chmurze funkcjonuje na zasadach edukacji domowej, co oznacza, że uczniowie nie uczęszczają na codzienne zajęcia w budynku szkolnym. Proces nauczania odbywa się za pośrednictwem materiałów online oraz konsultacji z nauczycielami. Szkoła udostępnia uczniom:
- dostęp do platform edukacyjnych,
- wsparcie mentorów i nauczycieli przedmiotowych,
- egzaminy klasyfikacyjne zgodne z polskim systemem oświaty.

W 2025 roku placówki Szkoły w Chmurze znajdowały się w Warszawie, a także w Poznaniu, Katowicach, Kutnie, Lublinie, Nysie, Olsztynie, Ostrołęce, Płocku, Pułtusku, Szczecinie, Tarnobrzegu, Wrocławiu i Toruniu.

## Kontrowersje
W sierpniu 2024 roku Ministra Edukacji Barbara Nowacka zapowiedziała intensywne kontrole Szkoły w Chmurze związku z niskimi wynikami matur i egzaminów ósmoklasisty. Co czwarty uczeń Szkoły w Chmurze nie zdał matury. W 2025 r. kuratoria zakończyły kontrolę szkoły i nie wykazały nieprawidłowości.

## Absolwenci
- Emilia Dankwa – aktorka